# El amante (novela)
El amante es una novela seudoautobiográfica de Marguerite Duras, publicada en 1984; ganó para su autora el Premio Goncourt y fue traducida a 43 lenguas. De tintes eróticos, está ambientada en la Indochina colonial.
Trata de una adolescente de origen francés que vive en Indochina y cuya familia está arruinada. Ella se hace amante de un chino adinerado y mantiene una relación con él a lo largo de un año y medio.
Fue llevada al cine por Jean-Jacques Annaud con el título de El amante.

## Conexiones con la vida real
El amante chino de Duras se llamaba Lee Von Kim. Lee localizó a Marguerite en Francia después de muchos años, cuando ella ya era un personaje conocido. La autora indica que la llamó por teléfono y le dijo que aún la amaba.
Lo último que ella escucho de él fue que se convirtió en cristiano, se casó con aquella mujer con quien su padre había arreglado el matrimonio y formó una familia.  Murió y fue enterrado en la misma ciudad de Vietnam en la que Duras lo conoció.
Duras solo tenía quince años cuando mantuvo esta relación amorosa, edad de la heroína de la novela.